# Tetracera lanuginosa
Tetracera lanuginosa är en tvåhjärtbladig växtart som beskrevs av Friedrich Ludwig Diels. Tetracera lanuginosa ingår i släktet Tetracera och familjen Dilleniaceae. Inga underarter finns listade i Catalogue of Life.